# Менский зоологический парк

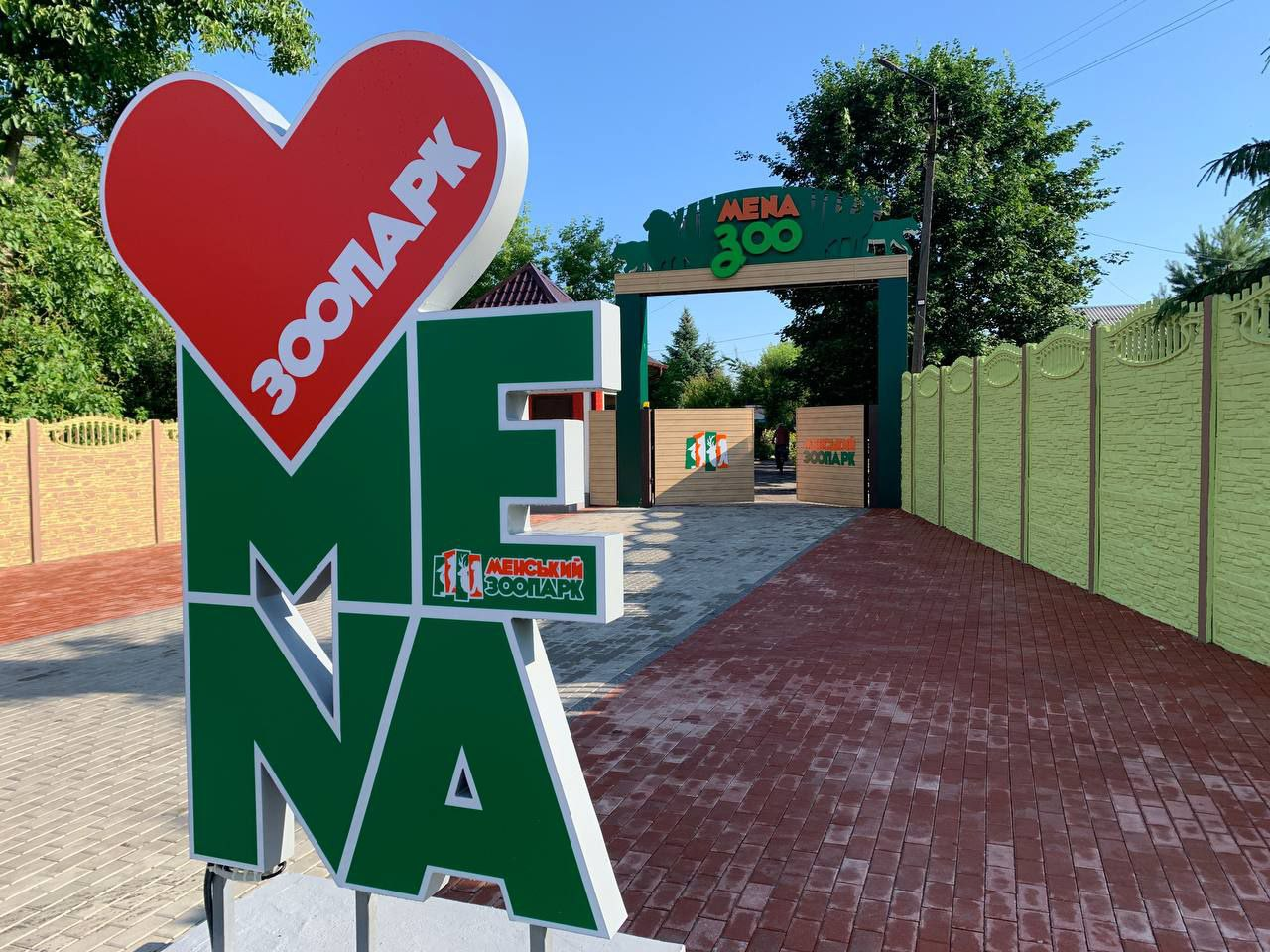
Мена зоопарк

Менский зоологический парк — зоологический парк общегосударственного значения, расположенный в городе Мена (Черниговская область, Украина). Парк создан 8 ноября 1975 года, 22 июля 1983 года получил статус «зоологический парк общегосударственного значения». Площадь — 9 га. Находится под контролем территориальной громады. Единственный зоопарк на постсоветском пространстве, расположенный в районном центре.
Директор — Чирва Зинаида Сергеевна. Ежегодное посещение около 30 тысяч.

## История
Зоопарк был открыт в 1975 году местными любителями природы с целью организации экологической образовательно-воспитательной работы, созданы экспозиции редких экзотических и местных видов животных, сохранение их генофонда, изучение дикой фауны и разработка научных основ для разведения их в неволе.
Инициатором создания Менского зоопарка был председатель Менского городского совета Белый Владимир Петрович. В начале августа 1975 года, читая областную газету «Деснянска правда», Белый В. П. обратил внимание на маленькую статью с портретом сержанта милиции Полосьмака Геннадия Ивановича. В статье говорилось о том, что во дворе Геннадия Ивановича получили убежище раненые дикие животные и птицы. Энтузиазм Геннадия Ивановича, самопожертвование ради природы не оставило Белого Владимира Петровича равнодушным и им было принято решение поддержать это увлечение и сделать его достоянием города. Белым Владимиром Петровичем был организован целый ряд мероприятий по популяризации этого увлечения среди горожан и под его личную ответственность 8 ноября 1975 года был торжественно открыт зоопарк. Данное событие было освещено в районной газете «Колгоспна правда» № 144 от 02.12.1975.
Менскому зоопарку предоставлен статус зоологического парка общегосударственного значения решением Совета Министров УССР от 22.07.1983 года № 311.
Из экономической ситуации 1990-х управлению зоопарка пришлось продать часть коллекции. Сейчас в зоопарке содержатся земноводные, пресмыкающиеся, рыбы, птицы и млекопитающие. Коллекция насчитывает 560 животных, 120 видов (в том числе 17, занесённых в Международную Красную книгу).
Зоопарк поддерживает постоянные связи с другими зоопарками Украины. Коллекция животных постоянно пополняется за счет приобретения животных в других зоопарках и получения приплода от животных, которые здесь содержатся.